# Річард Діксон (яхтсмен)
Річард Діксон (англ. Richard Dixon; 20 листопада 1865 — 14 листопада 1949) — британський яхтсмен.
Олімпійський чемпіон 1908 року в класі 7 метрів.